# Megadytes laevigatus
Megadytes laevigatus là một loài bọ cánh cứng trong họ Bọ nước. Loài này được Olivier miêu tả khoa học năm 1795.